# 艾哈迈德·哈夫纳维
艾哈迈德·阿尤布·哈夫纳维（Ahmed Ayoub Hafnaoui，阿拉伯语：‎，2002年12月4日—），突尼斯游泳運動員，他代表突尼斯隊參加了日本舉行的2020年夏季奧林匹克運動會，並且在男子400米自由泳比賽上獲得金牌。